# Zakład Sierot i Ubogich w Drohowyżu
Zakład Sierot i Ubogich w Drohowyżu, także jako Zakład (Instytut) Drohowyzki – instytucja dobroczynna Fundacji hr. Stanisława Skarbka, powołana w 1843, funkcjonująca od 1875, zapewniająca utrzymanie oraz kształcenie mieszkańcom Galicji z siedzibą pod Drohowyżem (obecnie na obszarze wsi Zakład).

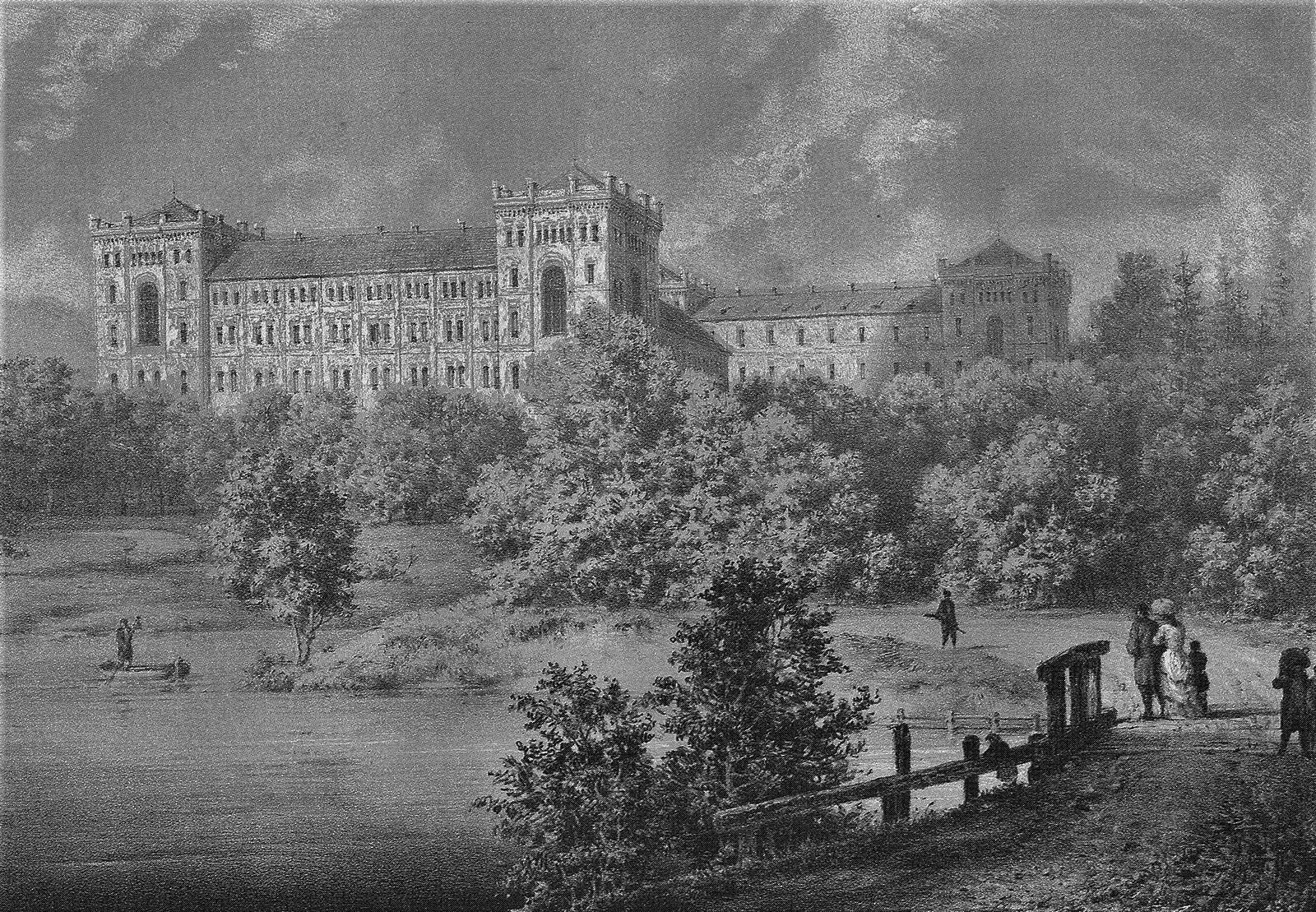
Zakład w Drohowyżu (rys. Napoleon Orda z XIX wieku)

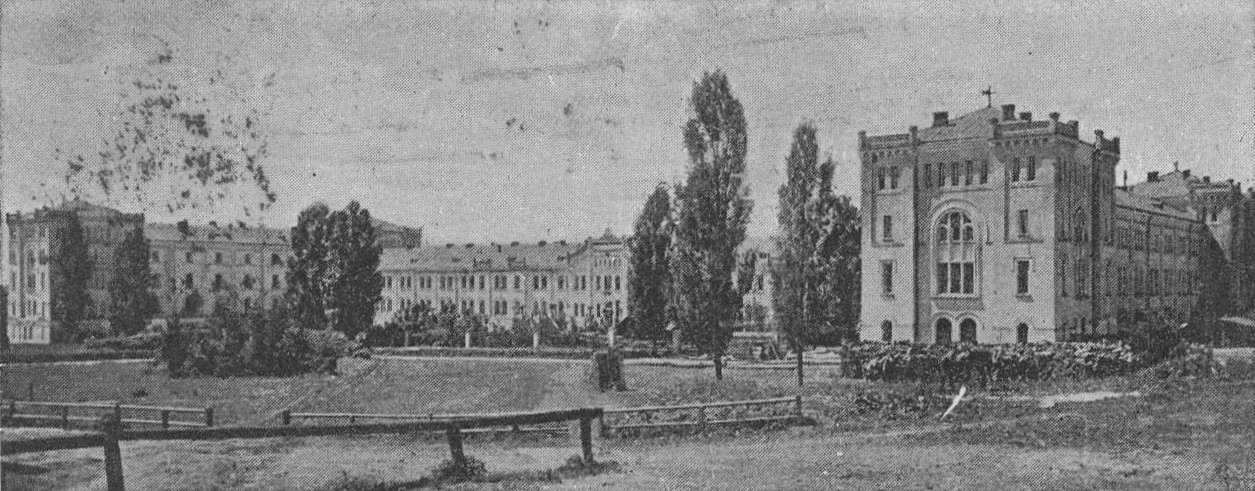
Zakład w Drohowyżu (pocztówka z 1913)

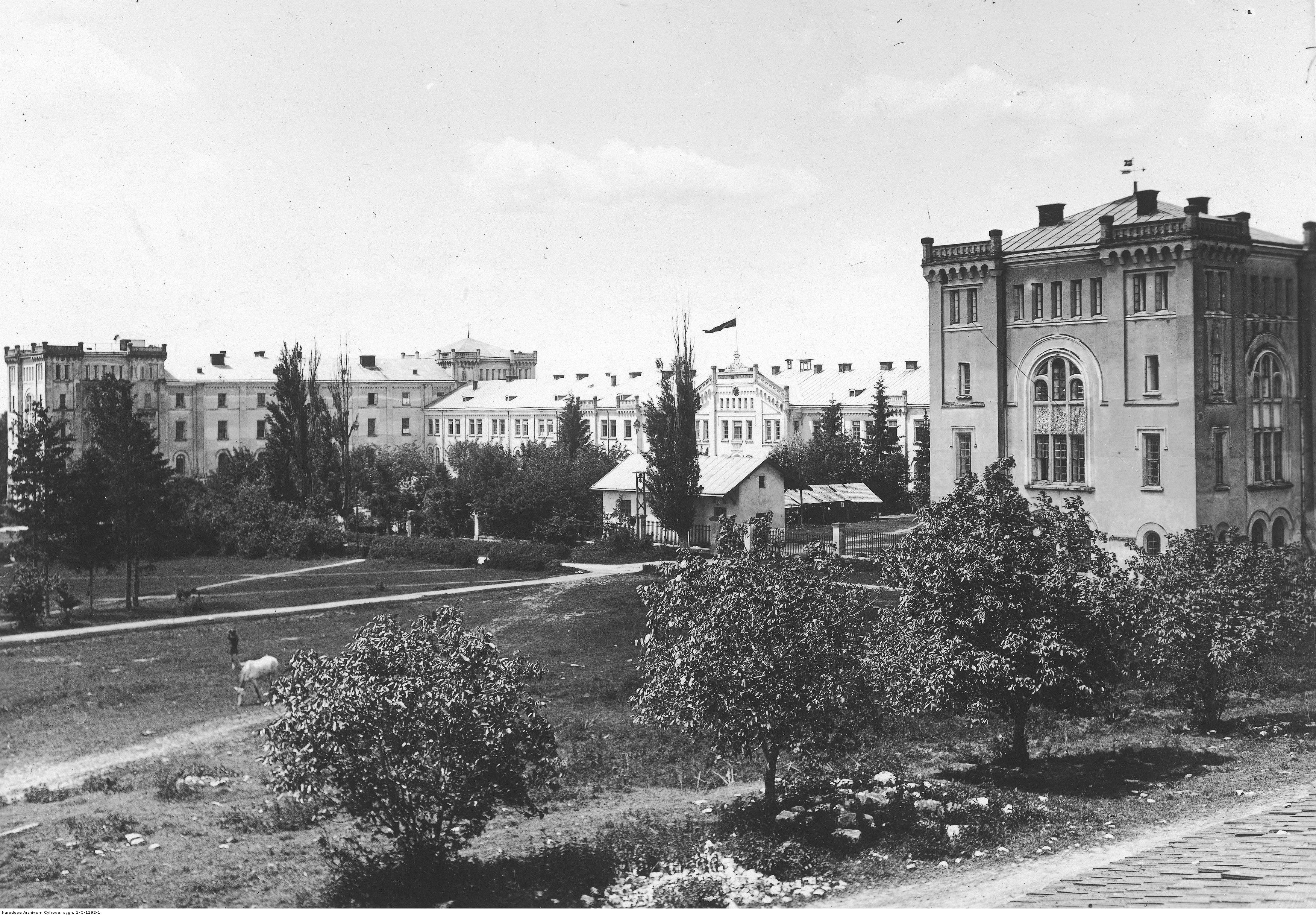
Zabudowania Zakładu (ok. 1934)

## Historia

### Postanowienia fundatora
Zakład Sierot i Ubogich w Drohowyżu został założony przez hrabiego Stanisława Skarbka aktem fundacyjnym z 1 sierpnia 1843. Z tego samego dnia pochodzi pierwotny Statut Zakładu Drohowyzkiego. Celem urządzenia tegoż aktem darowizny z 20 lipca 1846 fundator przekazał w całości własne dobra ziemskie Smorze Dolne i Górne, Klimiec, Ostałowice, a tego samego dnia wydał deklarację darowizny całego dóbr inwentarza. W testamencie z 24 października 1848 hr. Skarbek potwierdził swoją fundację. W myśl tegoż zapisu w Zakładzie miało znaleźć umieszczenie 400 ubogich chrześcian obojej płci i 600 chrześciańskich sierót również płci obojej (…), z których pierwszym dane ma być mieszkanie, odzienie, pożywienie i stosowne do sił ich zatrudnienie; drugim utrzymanie, wychowanie na rzemieślników i usposobienie do pożytecznych domowych zatrudnień. Swoje posiadłości: Rożniatów, Brzozdowce, Żydaczów, Żabie i Stupijka, Drohowyże, Teatr we Lwowie, polecił poświęcić na utrzymanie założonego w Drohowyżu domu ubogich i sierot. Majątek zajmował obszar w Małopolsce Wschodniej o powierzchni około 33 000 ha (większość stanowiły lasy), ponadto wspomniany teatr we Lwowie i realności w tym mieście, a także kapitał. Testator dokonał szczegółowych rozporządzeń, m.in. ściśle ustalił zasady ustalania kuratorów zakładu, pochodzących ze swojej rodziny, opisał sposób zarządzania, dobór kadry nauczycielskiej i służbowej.
Zgodnie ze statutem z 1843 zakład jako instytut dobroczynności został przeznaczony dla prowincji Galicji, a tym samym dla mieszkańców urodzonych na tym obszarze, ale też tamże osiadłych. Do Zakładu mogli być przedstawiciele wszystkich stanów, jednak wyznający religię chrześcijańską oraz z zastrzeżeniem podporządkowania się przepisom obowiązującym w Zakładzie.
Zgodnie z wolą fundatora do Zakładu mogli być przyjęci:
- Ubodzy, nie mający środków utrzymania i nie mogący (z racji wieku lub ułomności) nic zarobić, zaś wiekiem uprawniającym do przyjęcia było 60 lat u mężczyzn i 55 lat u kobiet[12][11], osoby musiały być zdolne choćby do najlżejszych pracy, a ich ubóstwo lub niezdolność do zarobku musiała być poświadczona dokumentem urzędowym[13]. Osoby chore i wymagające opieki lekarskiej nie mogły być przyjęte do zakładu, ale na jego koszt kierowane do szpitala we Lwowie[13][11].
- Sieroty, nie mające obu rodziców, dzieci zarówno ślubne, jak i nieślubne, chłopcy w wieku 7–10 lat, a dziewczęta w wieku 6–8 lat[13][11], nie posiadający żadnego majątku ani krewnych przeznaczonych do ich utrzymania[13]. W drodze wyjątku hr. Skarbek dopuścił (w przypadku braku dzieci osieroconych) przyjęcie dzieci, których rodzice nie byli w stanie utrzymać[13].

Przyjęte do Zakładu dzieci miały otrzymać utrzymanie, a także naukę religii, czytania, pisania, rachunków, języka polskiego, języka niemieckiego oraz rzemiosł odpowiadających ich zdolnościom. Zgodnie z zamierzeniem fundatora w przypadku chłopców przy zakładzie mieli zamieszkać majstrowie uczący ich rzemiosł i rękodzielnictwa, a dla dziewcząt były przewidziane nauczycielki robot ręcznych oraz gospodynie od przyuczenia do prac w gospodarstwie domowych. Po zakończeniu wykształcenia i stwierdzeniu zdolności do samodzielnego utrzymania się sieroty miały otrzymać świadectwo i być odprawione z Zakładu, a dobrze sprawujący się mogli liczyć na wyprawę i zaliczkę pieniężną.

### Działalność Zakładu od 1875
Stanisław hr. Skarbek zmarł 27 października 1848. Przez wiele lat założenie Zakładu pozostawało niezrealizowane. Z dnia 17 marca 1875 pochodzi ostateczny kształt Statutu organizacyjnego dla Zakład Sierót i Ubogich w Drohowyżu, a także dokument zawierający powody i uzasadnienia postanowień w nim zawartych. Według zapisu Statutu wyznaczonymi celem Instytutu Drohowyzkiego było: wychowywać sieroty na rzemieślników, usposabiać ich do pożytecznych domowych zatrudnień i dawać im odpowiednie wykształcenie oraz dawać przytułek niezdolnym do ciężkiej pracy ubogim. Główną podstawą wychowania sierot miała być praca. Prócz potwierdzenia pierwotnych zasad wyznaczonych przez fundatora, wyrażono zamiar stopniowego przyjmowania sierot w taki sposób, aby osiągnąć liczbę 600 dzieci obojga płci, przy czym według stanu z 1875 Zakład był gotowy umieścić 250 chłopców i 150 dziewcząt. Przyjęcia do Instytutu zaplanowano dwa razy w roku: w lutym i w sierpniu.

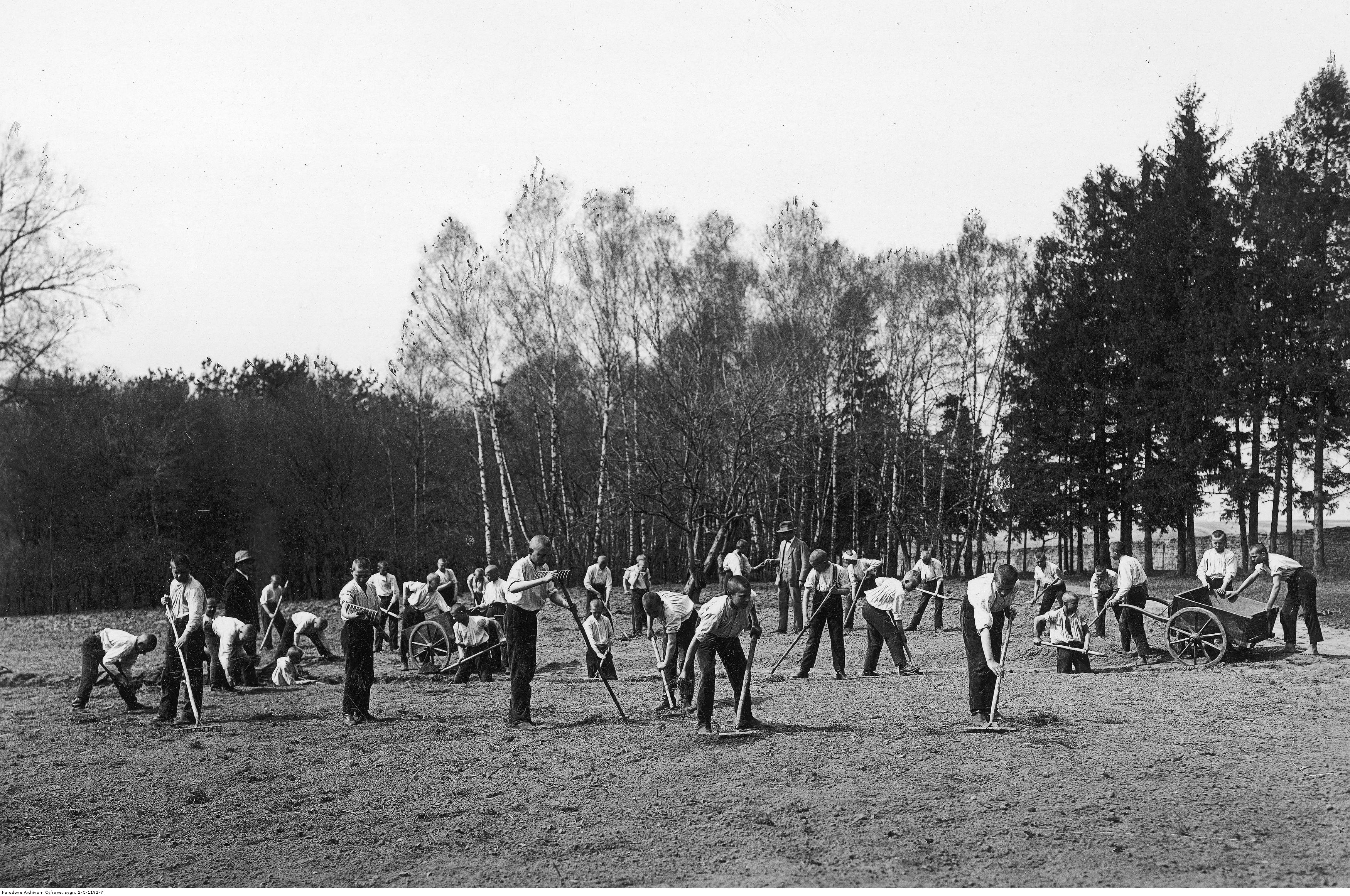
Wychowankowie podczas pracy (ok. 1934)

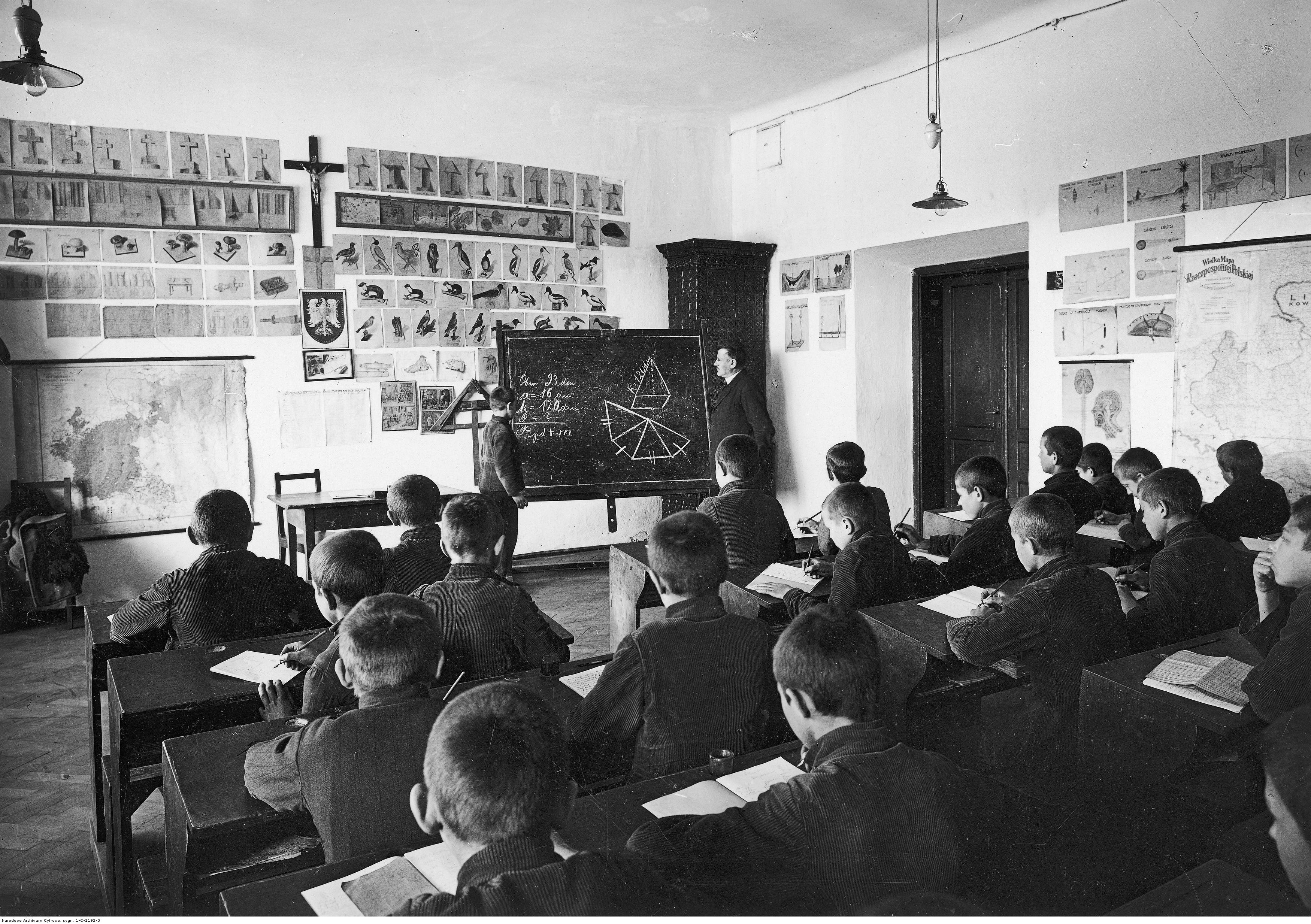
Lekcja w klasie (ok. 1934)

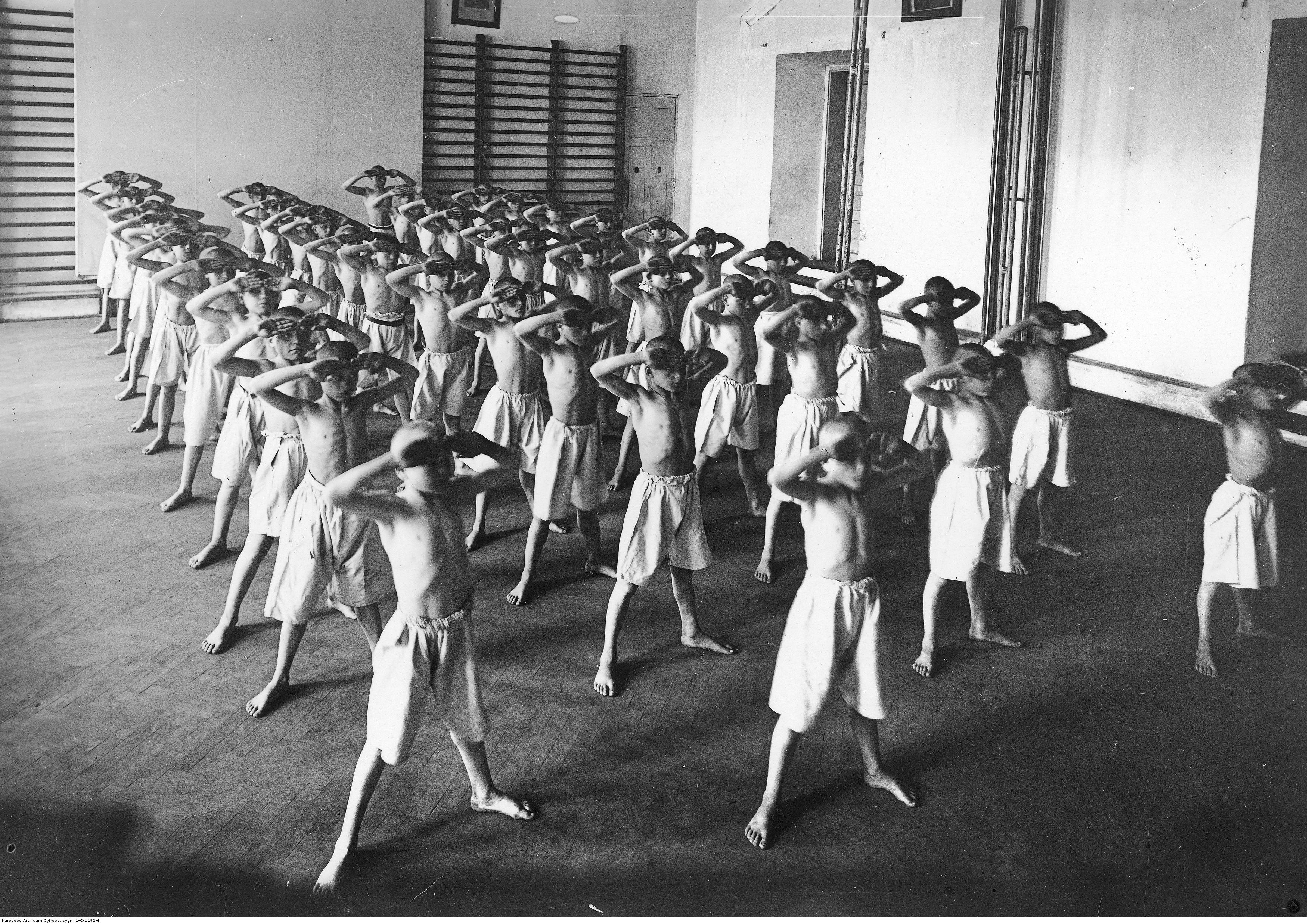
Lekcja gimnastyki (ok. 1934)

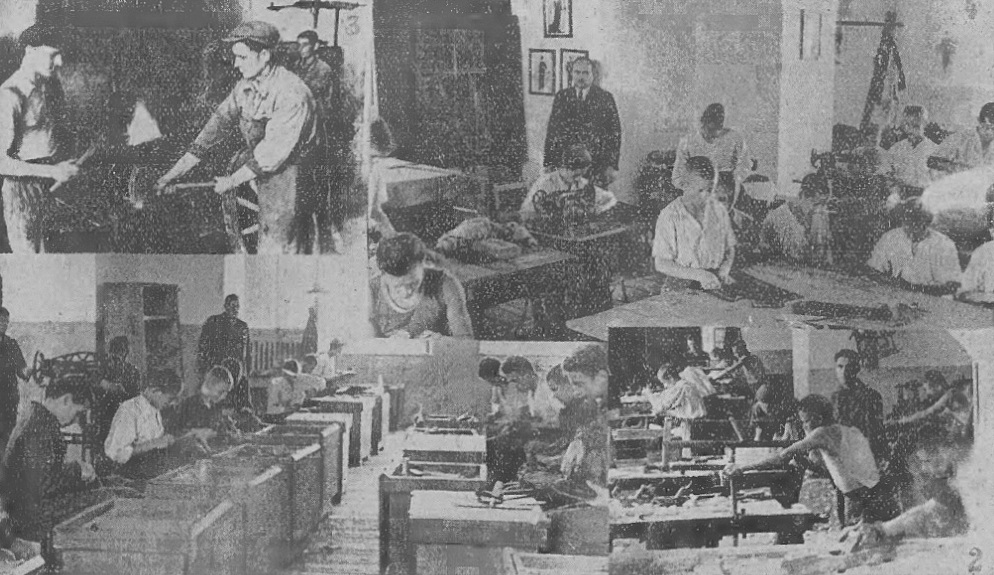
Warsztaty w Zakładzie (ok. 1938)

Dla sierot przewidziano cztery lata nauki elementarnej (potem sześć lat). Pierwsze dwa lata nauki były wspólne dla dziewcząt i chłopców, a dwa kolejne osobne. Sieroty miały się oddawać pracy, albo w warsztatach albo w gospodarstwie. Chłopcy pracowali od wieku 14 lat, a dziewczęta od 12 roku życia. W ciągu dnia praca trwała 5 godzin, a nauka 3-4. Po odbyciu nauki elementarnej wychowankowie przystępowali do pracy warsztatowej. Zaliczano do niej dziedziny: kowalstwo, ślusarstwo, blacharstwo, stolarstwo, bednarstwo, stelmastwo, siodlarstwo z rymarstwem i lakiernictwem, krawiectwo, szewstwo (pierwsze siedem wyłącznie dla chłopców, a dwa ostatnie dla dziewcząt i chłopców). Dziewczęta miały być nauczane przede wszystkim zajęć związanych z prowadzeniem gospodarstwa domowego, a ponadto uczyły się kobiecych robót ręcznych szyć bieliznę, prząść, tkać, gotować, piec, prać, prasować. Dyrektor Zakładu decydował (według życzenia samego wychowanka bądź polegając na obserwacji uzdolnień) o przypisaniu każdego z nich do ostatecznego kształcenia w określonej pracy warsztatowej. Okres trwania pracy warsztatowej wyznaczono na trzy lata. Jednocześnie przewidziano dla nich kurs techniczny z innych przedmiotów. Tym niemniej wszyscy wychowankowie uczyli się uprawiania ogrodnictwa i sadownictwa. W Statucie opisano też nadzór i karność. Czas odprawienia sierot z Zakładu, wraz z wydaniem świadectwa, przewidziano na wiek co najmniej 15 lat u chłopców i co najmniej 14 lat u dziewcząt
Statut z 1875 opisał także szczegółowo tryb przyjmowania i przebywania ubogich w Zakładzie, których stanowił dla nich przytułek. Przy potwierdzeniu ww. pierwotnych postanowień fundatora (wiek, warunki), zapisano plan osiągnięcia liczby 400 pensjonariuszy, przy czym według stanu z 1875 istniała możliwość przyjęcia 50 osób obojga płci. Przyjęte ubogie osoby w miarę możliwości miały być zatrudniane do lżejszych prac jak przędzenie, darcie pierza, pielenie oraz kierowane do lekkich posług jak nadzór nad sierotami.
Sieroty i ubodzy w Zakładzie mieli otrzymać pełne utrzymanie tj. pożywienie i odzież. Instytut był podzielony na dwa odrębne oddziały: męski i żeński, a w każdym z nich osobno były umieszczone sieroty i ubodzy. Osobne grupy mogły być gromadzone razem podczas nauki lub wykonywania czynności. Dla obu oddziałów została ustanowiona kaplica, w której nabożeństwa odprawiali księża obrządku łacińskiego i greckokatolickiego. W Zakładzie był zatrudniony lekarz, ustanowiono salę dla chorych i aptekę, a także funkcjonowały piekarnia, kuchnia, pralnia, ogród, folwark z oborą.
Instytutem zarządzał dyrektor, a kadra zakładu była szczegółowa przepisana. Władzę nadzorczą sprawował kurator, który działał pod kontrolą Rady Administracyjnej.
Pierwotnie Zakład miał być zlokalizowany we Lwowie, lecz pertraktacje z władzami miasta nie przyniosły rezultatu. Przez kilka laty plany realizacji projektu ulegały zmianie, ostatecznie fundator postanowił umieścić Zakład w swoim majątku w Drohowyżu. Wyposażył on Zakład w wiele dóbr i majątków. Przyczyną wieloletniego opóźnienia w realizacji przedsięwzięcia było przeznaczanie kosztów na utrzymanie założonego przez hr. Skarbka jeszcze w 1842 Teatru Miejskiego we Lwowie, którego funkcjonowanie stanowiło ważniejszą rolę dla władz aniżeli zakład w Drohowyżu, mający priorytet zgodnie z wolą fundatora (teatr otrzymał przywilej teatralny na przedstawienia polskie z zastrzeżeniem jednoczesnego utrzymywania teatru niemieckiego, zaś od 1850 do 1872 koszt jego utrzymania wyniósł 300 000 zł. pochodzących z majątku Fundacji).
Instytut powstał obok wsi Drohowyże, na terenach łąk i był z dwóch stron otoczony parkiem. W 1874 budowa Zakładu została zakończona (budynek główny i poboczne).
Główny gmach był wybudowany w stylu neoklasycznym, miał trzy piętra, był długi na 200 m, a jego powierzchnia wynosiła przeszło 10 tys. m². Miał kształt litery E. Posiadał doprowadzony wodociąg. W pomieszczeniach parterowych ulokowano pracowanie, a w piętrowych umieszczono sypialnie, a poza tym istniała tam sala gimnastyczna. W skład kompleksu zakładu wchodziły także okoliczne tereny tj. park, łąki, lasy, ogrody. Cały obszar liczył 34 ha
Zakład został otwarty w sierpniu 1875. Na początek przyjęto 120 dzieci. Podróżujący po Galicji cesarz Austrii Franciszek Józef I odwiedził zakład 12 września 1880. Założenie Zakładu zostało zatwierdzone rozkazem najwyższym tego monarchy z 27 lutego 1884. 21 maja 1901 w Sejmie Krajowym Galicji VII kadencja C. K. Wydział Krajowy złożył sprawozdanie o Fundacji Stanisława hr. Skarbka za rok 1900. Na początku XX wieku majątek Zakładu był wyceniany na 2,7 mln złr.
W 1890 w Zakładzie przebywało około 400 osób. W 1900 odbył się zjazd wychowanków Zakładu z okazji 25-lecia istnienia placówki. Jednym z wychowanków Zakładu był Adam Marian Bratro. Według stanu z 30 czerwca 1912 w zakładzie było 347 sierot (220 chłopców i 127 dziewcząt) oraz 37 osób w podeszłym wieku (17 starców i 20 staruszek). Wśród dziewcząt 75 było w czteroklasowej szkole żeńskiej oraz 52 na kursie praktycznych robót kobiecych. Wychowanice czteroklasowej szkoły gospodarstwa domowego uczyły się w pracowni krawieckiej, kuchni, pralni itp. Wśród chłopców w roku szkolnym 1911/1912 było 122 uczniów w sześcioklasowej szkole wydziałowej, w szkole rzemiosł kształciło się 82 w warsztatach ślusarskim, kowalskim, stelmachowskim, stolarskim, krawieckim, szewskim i blacharskim (pomocniczo działał też warsztat rymarsko-lakierniczy), a ponadto 16 pobierało nauki w szkole ogrodników.
W 1901 zmarł dyrektor zakładu Michał Stepek. W 1914 dyrektorem zakładu był Wilhelm Schmidt. Od 1 października 1880 posady nauczycielek i personelu w szkołach żeńskich zakładu pełniły zakonnice ze Zgromadzenia Sióstr Felicjanek. Na podstawie umowy z 2 czerwca 1906 zarząd nad warsztatami dla chłopców objął C. K. Wydział Krajowy 1 lutego 1906 na lat 20. W 1910 założono Uzdrowisko w Żabiem dla 12 chłopców i 12 dziewcząt, a przed 1914 w miesiącach letnich spędzało tam wakacje 24 chłopców i 24 dziewczęta. Przed 1914 zakład wchodził w skład Fundacji Stanisława hr. Skarbka w Drohowyżu.
Administracją majątku fundacyjnego jako kurator zajmował się od 1848 do śmierci 19 kwietnia 1885 książę Karol Jabłonowski, wyznaczony do tej roli jeszcze przez fundatora, hr. Stanisława Skarbka. Następnym administratorem był hr. Henryk Skarbek od 7 maja 1885 do śmierci 2 stycznia 1904. Od 7 stycznia 1904 do 1921 posadę kuratora Administracji Centralnej Fundacji z siedzibą we Lwowie piastował hr. Fryderyk Skarbek.
Ponadto funkcjonowała Rada Administracyjna Fundacji, na czele której stał przewodniczący (przed 1914 hr. Fryderyk Skarbek), obok którego zasiadało dwóch członków z C. K. Wydziału Krajowego oraz dwóch członków z Rady Miejskiej we Lwowie (w obu przypadkach byli przewidziani dla nich zastępcy). Prawo nadzoru nad Radą Administracyjną Fundacji i kontrola gospodarowania finansami przysługiwała C. K. Wydziałowi Krajowemu oraz C. K. Namiestnictwu.
Od 1875 do 1885 dyrektorem zakładu był Juliusz Starkel W 1880 kierownikiem czteroklasowej szkoły elementarnej przy Instytucie w Drohowyżu był o. Berard Bulsiewicz. W szkole uczył m.in. Arnold Röhring.
Pozostająca pod zarządem Fundacji Stanisława hr. Skarbka odrębna, ustanowiona w 1870 Fundacja Władysława hr. Skarbka miała na celu premiowane wyposażenie rękodzielników, występujących z Zakładu Drohowyskiego i zakładających samodzielny zakład rękodzielniczy.

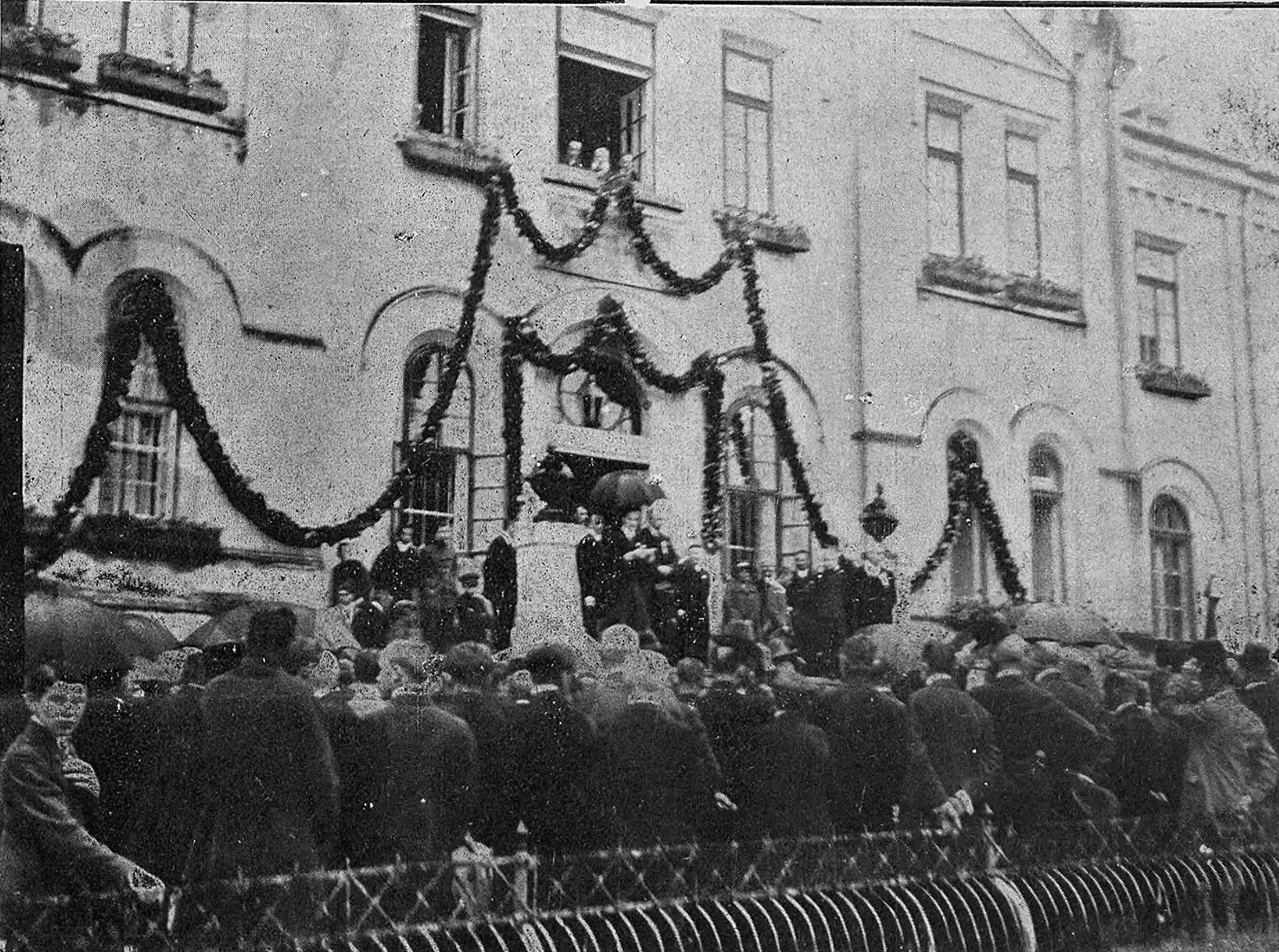
Kurator Stanisław Skarbek przemawia podczas 50-lecia Zakładu w Drohowyżu (lipiec 1925)

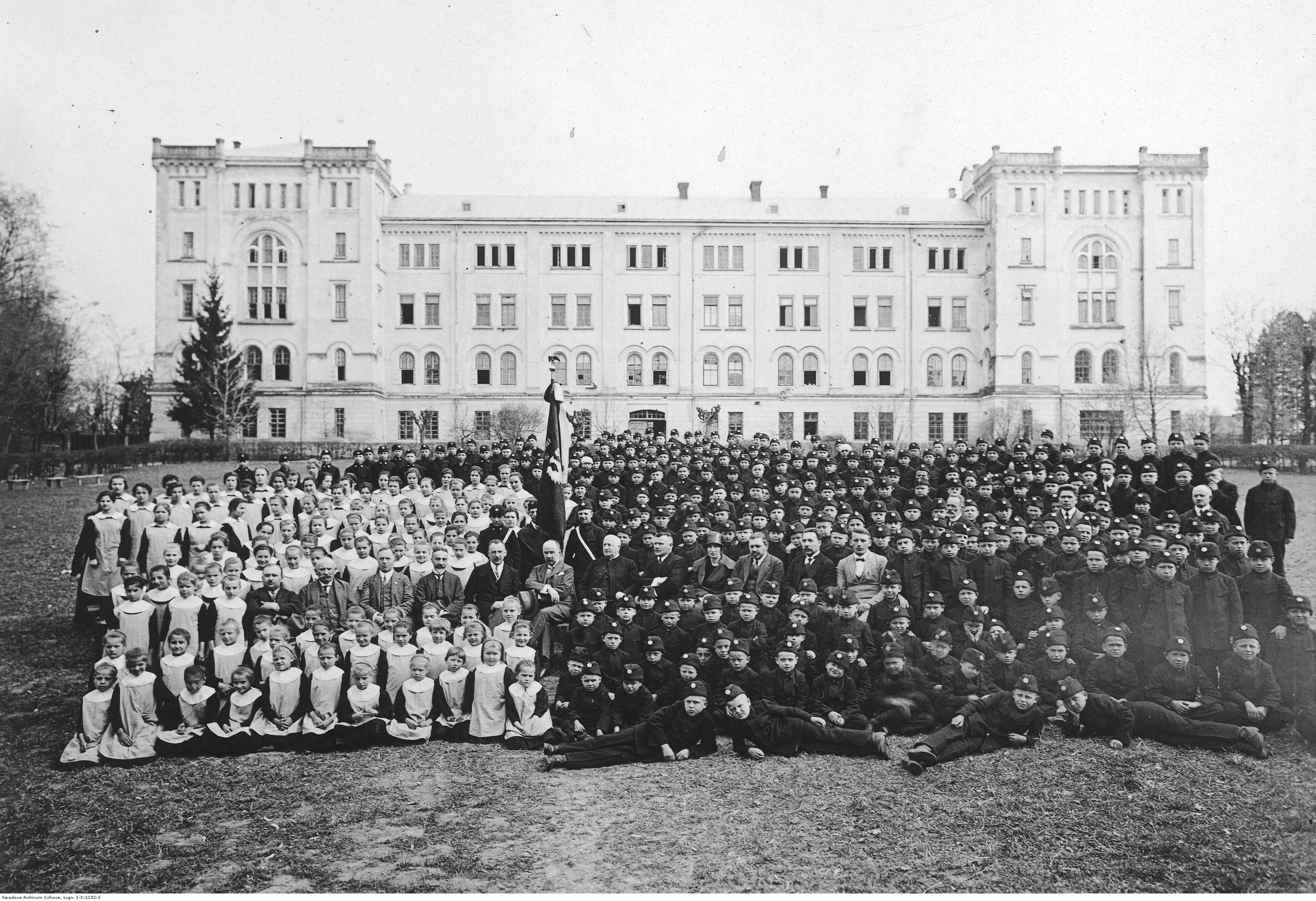
Wychowankowie i kadra Zakładu (ok. 1934)

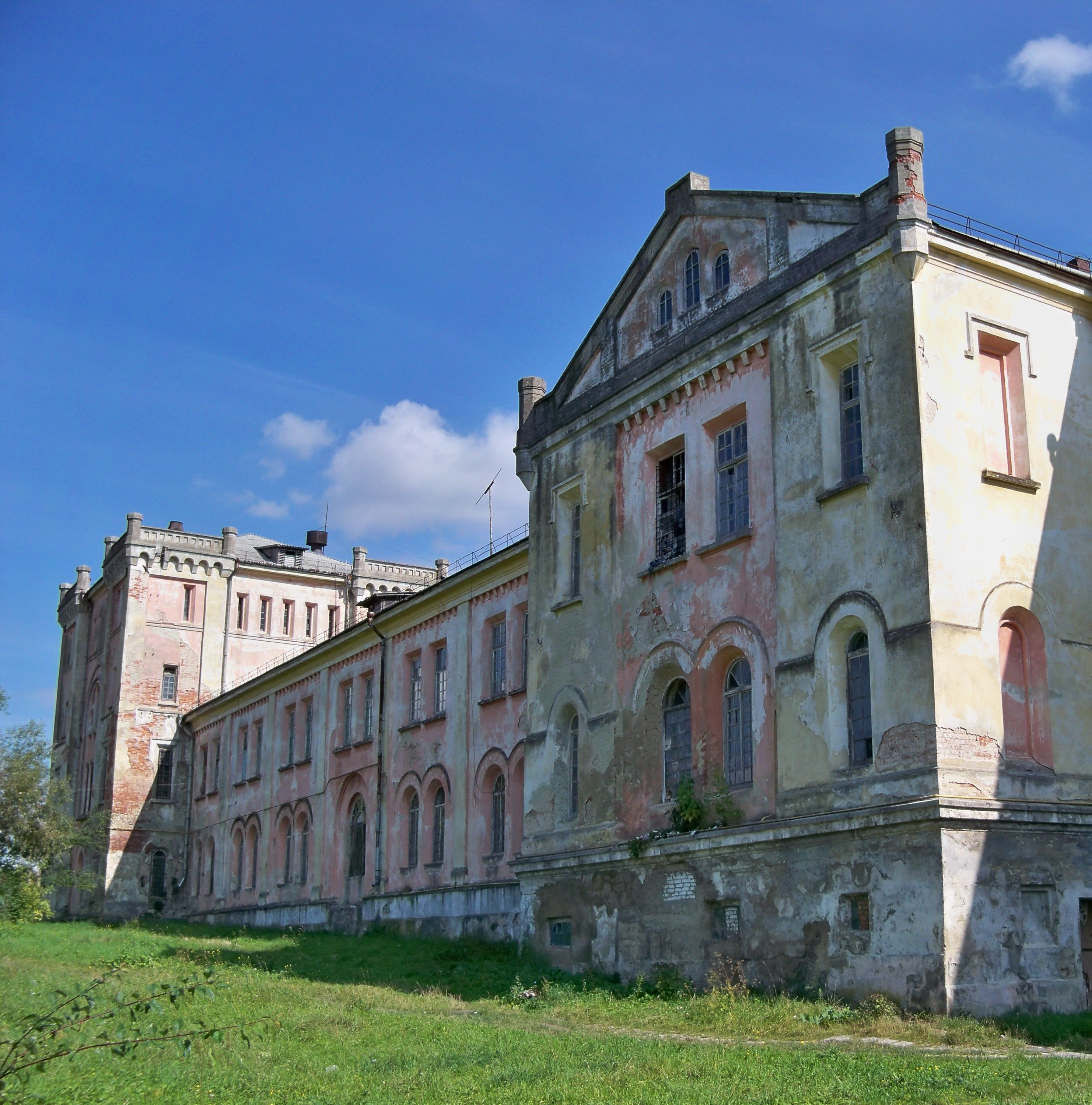
Gmach Zakładu w 2011

### Wojny i II Rzeczpospolita
W wyniku działań I wojny światowej (1914-1918), następnie wojny polsko-ukraińskiej i wojny polsko-bolszewickiej (1918-1920) powstały szkody w dobrach fundacyjnych, szacowane na kilka milionów koron austriackich. W 1916 w zakładzie było 238 wychowanków i starców, a w dalszym czasie I wojny stale wzrastała. Wychowankowie Zakłady wstępowali w szeregi Legionów Polskich, a potem Wojska Polskiego. Podczas ataku Budionnego w 1920 w Zakładzie sformowano 30-osobowy oddział ochotników, wyprawiony na front. Straty materialne były odbudowywane własnymi środkami Fundacji, bez pomocy z zewnątrz. Od 1920 do 1924 wybudowano 37 nowych budynków Fundacji, dokonano restauracji dotychczasowych, w tym zabudowań Zakładu w Drohowyżu. Jako że zabrakło miejsca na ubogich w Zakładzie Drohowyzkim wzniesiono dom dla starców w Mikołajowie. Przebieg wojen oraz ich skutki wymusiły zmianę sposobu prowadzenia Zakładu.
Po odzyskaniu przez Polskę niepodległości od lat 20. II Rzeczypospolitej, zgodnie z wolą testatora, nadal zarządem Fundacji zajmował się kurator, nad którym kontrolę sparowała i udzielała pomocy Rada Administracyjna, nadzór której sprawował Tymczasowy Wydział Samorządowy, Urząd Wojewódzki we Lwowie, Ministerstwo Pracy i Opieki Społecznej. Ostatnim kuratorem Fundacji hr. Stanisława Skarbka był oficer Wojska Polskiego Stanisław Skarbek, pełniący stanowisko do lat 30. W latach 20. w Zakładzie działały dwie szkoły średnio klasowe, męska i żeńska, niższy kurs ogrodnictwa i kurs gospodarstwa domowego dla wychowanek. W 1921 i 1922 prawo publiczności otrzymały prywatna sześcioklasowa szkoła męska oraz prywatna szkoła powszechna żeńska w zakładzie sierot fundacji Stanisława hr. Skarbka otrzymały prawo publiczności z ograniczeniem tego prawa do uczniów i uczennic tego zakładu. W kolejnych latach szkoły były siedmioklasowe.
Wychowankowie po ukończeniu szkoły powszechnej kontynuowali kształcenie we wspieranej przez Fundację Krajowej (Państwowej) Szkole Rzemiosł w Drohowyżu. Tam w pracy warsztatowej kształcono w rzemiosłach: kowalstwo, ślusarstwo, stolarstwo, bednarstwo, stelmacharstwo, rymarstwo i lakiernictwo, krawiectwo. Nauka w warsztatach trwała trzy lata. Po jej ukończeniu wychowankowie opuszczali ją jako wyzwoleni czeladnicy. Istniejące uprzednio warsztaty nauki rzemiosła w Zakładzie zostały zlikwidowane, a wychowankowie byli kształceni w państwowych szkołach rzemieślniczych w innych lokalizacjach (m.in. Lwów, Jaworów, Krosno, Kamionka Strumiłowa). Dziewczęta, po ukończeniu szkoły powszechnej kształciły się w szkole gospodarstwa domowego, prowadzonej przez siostry zakonne Felicjanki. Trzyletnie kursy obejmowały naukę w działach: kuchnia, pralnia, szwalnia bielizny, pracownia sukien, trykotarstwo, gospodarstwo folwarczne.
W wolnej Polsce w Zakładzie uruchomiona została straż pożarna, założono chór, orkiestrę, hufiec skautowy, kurs przysposobienia wojskowego. Działała nadal kaplica, szpital ze stałym lekarzem zakładowym. W 1926 Fundacja utrzymywała 451 osób (367 sierot, 57 starców oraz 27 starców eksternistów poza zakładem). Po opanowaniu trudności związanych z ogólnym kryzysem gospodarczym w 1934 wprowadzono zmiany. Powołano wtedy ponownie warsztaty: krawiecki, szewski i stolarski. W wyniku reorganizacji struktury Zakładu została tam założona szkoła dokształcająca zawodowa. Otworzono nowe warsztaty: ślusarki, kołodziejski, kowalski. Pod koniec lat 30. sieroty otrzymywały w Zakładzie opiekę rodzicielską, podstawowe kształcenie w siedmioklasowej szkole powszechnej oraz gruntowe zawodowe wyszkolenie rzemieślnicze. Hasłami Zakładu były: miłość Ojczyzny, niesienie w świat kultury rzemieślnika polskiego i pełna świadomość solidnego wykonywania swego zawodu.
W 1921 zakładem kierował Władysław Kucharski. W lipcu 1925 odbyła się uroczystość 50-lecia istnienia Zakładu. Na uroczystości przybyło ponad 1000 wychowanków z 3500, którzy do tego czasu opuścili Zakład. Pod koniec 1936 dyrektorem Zakładu był Rudzki, a od kwietnia 1937 Kazimierz Malczewski.
W okresie międzywojennym jednym z wychowanków Zakładu był Władysław Nehrebecki. Byli wychowankowie-rzemieślnicy byli skupieni w organizacji społeczno-rzemieślniczej „Ognisko Drohowyżakow” (założonego pod protektoratem kuratora Fundacji), której koła działały w różnych miastach, a członkowie pielęgnowali kult fundatora. Ponadto działał niezwiązany z Fundacją Związek b. Wychowankow Zakładu Drohowyskiego. W tym czasie Fundacja była uważana za jedną z największych w Europie, zarówno pod względem liczebności wychowanków, jak też z uwagi na wielkość substancji użytkowej. W 1939 w Zakładzie przebywało około 500 osób. Według szacunków do tego czasu Zakład opuściło około 3000 do 4000 wychowanków obojga płci. Placówka istniała do 1939.